# Joseph Yobo
Joseph Yobo (født 6. september 1980 i Kano, Nigeria) er en nigeriansk tidligere fodboldspiller. I løbet af karrieren spillede han for blandt andet engelske Everton FC, belgiske Standard Liège, spanske CD Tenerife og franske Olympique Marseille.